# José Antonio Guerrero Barreiro
José Antonio Guerrero Barreiro (* ? - † 18 de junio de 1984 en Guadalajara, Jalisco) fue un entrenador mexicano, la mayor parte de su carrera la desarrolló en el fútbol amateur con el Club Deportivo Imperio y la Selección Jalisco. En el fútbol profesional dirigió al Atlas Fútbol Club en 1943 y al Club Deportivo Guadalajara en 1949.
En 1943 logró el título del X campeonato nacional de fútbol amateur disputado en Veracruz, al superar a los equipos de Guanajuato y Veracruz, y empatar con Puebla y Estado de México. Esto hizo que fuera tomado en cuenta por el Atlas para tomar la dirección técnica del equipo ese mismo año.
Después de su paso por Atlas, retomó su rol como entrenador en el Imperio y lograría ganar un bicampeonato en la Liga de Primera Fuerza de Jalisco en los años 1946 y 1947. Para el año 1948 el equipo pasa a jugar en la Liga Primera Especia, junto a equipos como el Río Grande. Durante este período, hubo un tiempo en que Guerrero cumplió la doble función de entrenador y presidente de la institución.
Dirigió a la Selección Jalisco en el torneo relámpago organizado por la Compañía Industrial de Guadalajara en 1948., y trabajo con el equipo rumbo al campeonato nacional organizado ese mismo año en Tampico, Tamaulipas.
Con esta selección, lograría refrendar el título nacional conseguido en 1947, esta vez superando a la selección de Tamaulipas por marcador de 4-0, a Guanajuato por 7-0 y al Distrito Federal 1-0, y en 1949 lograría el tricampeonato nacional.
A partir del 2 de julio de 1949 asume el cargo de director técnico del Club Deportivo Guadalajara Su primer encuentro al mando de la institución rojiblanca fue contra el Atlas en el campeonato de liga, partido que el Guadalajara ganó y de paso dejó a la orilla al equipo rojinegro de conseguir su primer campeonato. El partido se disputó el 14 de julio de 1949 y el marcador fue 2 goles a 1.
Guerrero siguió entrenando al primer equipo durante la Copa México de 1949, el rival de la primera fase fue el mismo Atlas, sin embargo esta vez el triunfo fue para los rojinegros por marcador de 3 goles a 0. El partido se llevó a cabo el 24 de julio de 1949 y con esto el Guadalajara quedó fuera de la competencia.
En septiembre de 1949 se encarga de preparar al equipo para afrontar una serie de encuentros en Honduras. Los resultados fueron una victoria 3 goles a 2, un empate y una derrota por 4 goles a 2 frente a la Selección de fútbol de Honduras. Después de esto el conjunto viajó a Guatemala para disputar tres encuentros más, de los cuales ganarían el primero, perderían el segundo 1-0, y ganarían el tercero por 3 goles a 2.
Al principio de la temporada 1949-50 dirigió al primer equipo en el juego contra el Club América realizado el 9 de octubre de 1949, el cual fue ganado por el Guadalajara por marcador de 2 goles a 1.